# ویلی براک
ویلی براک (فرانسوی: Willy Braque‎؛ زادهٔ ۲۸ ژوئن ۱۹۳۳) بازیگر، تهیه‌کننده فیلم، کارگردان و نویسنده اهل فرانسه است.
از فیلم‌ها یا برنامه‌های تلویزیونی که وی در آن نقش داشته‌است، می‌توان به نشاط‌آفرینان اشاره کرد.